# Občina Kungota
Občina Kungota je ena od občin v Republiki Sloveniji. Leži v Podravski regiji in meji na občine Maribor, Pesnica in Šentilj ter na sosednjo Avstrijo. Občino sestavljajo štiri krajevne skupnosti: Zgornja Kungota, Spodnja Kungota, Svečina in Jurij.

## Naselja v občini
Ciringa, Gradiška, Grušena, Jedlovnik, Jurski Vrh, Kozjak nad Pesnico, Pesnica, Plač, Plintovec, Podigrac, Rošpoh, Slatina, Slatinski Dol, Spodnje Vrtiče, Svečina, Špičnik, Vršnik, Zgornja Kungota, Zgornje Vrtiče

## Kulturno-zgodovinske in etnološke znamenitosti
- Cerkev sv. Andreja v Svečini
- Cerkev sv. Jurija
- Cerkev sv. Kuningunde v Spodnji Kungoti
- Cerkev sv. Kuningunde v Zgornji Kungoti
- Figuralno znamenje Sv. Jurija na Špičniku
- Svečinski grad
- Kapelica v Zgornji Kungoti
- Kip sv. Nepomuka
- Rimski nagrobnik
- Svečina

## Prireditve
- Kmečki praznik v Svečini
- Jurjevanje v Juriju ob Pesnici
- Praznik cvetja in peciva v Zgornji Kungoti
- Postavitev klopotca